# Kursächsische Ganzmeilensäule Bad Gottleuba-Berggießhübel, Ortsteil Hellendorf

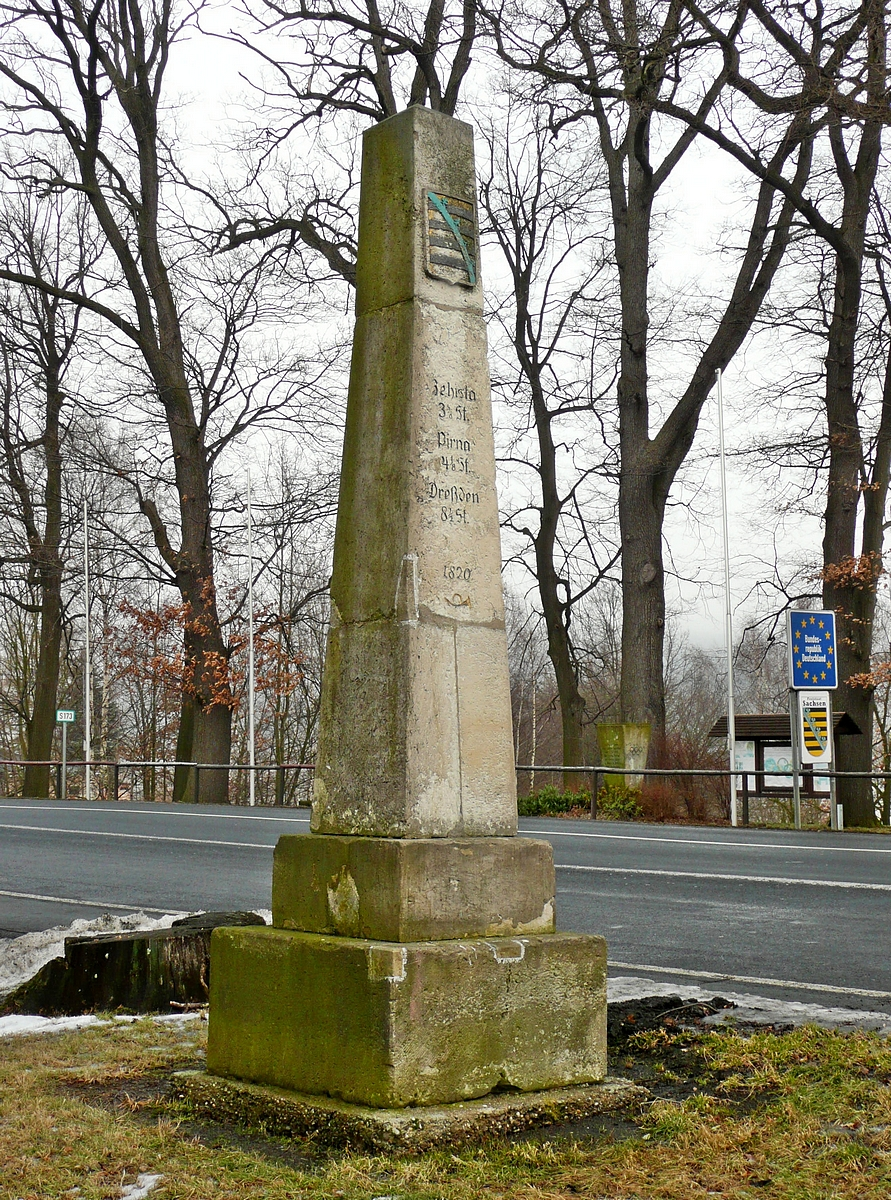
Blick auf die Grenzsäule am Hellendorfer Rundteil

Die denkmalgeschützte kursächsische Ganzmeilensäule Bad Gottleuba-Berggießhübel, Ortsteil Hellendorf gehört zu den Postmeilensäulen, die im Auftrag des Kurfürsten Friedrich August I. von Sachsen durch den Land- und Grenzkommissar Adam Friedrich Zürner in der 1. Hälfte des 18. Jahrhunderts im Kurfürstentum Sachsen errichtet worden sind. Sie befindet sich an der Peterswalder Straße kurz vor dem Grenzübergang an der Neuen Dresden-Teplitzer Poststraße in der osterzgebirgischen Doppelstadt Bad Gottleuba-Berggießhübel im Landkreis Sächsische Schweiz-Osterzgebirge.

## Geschichte
Die mit der Jahreszahl 1820 versehene Säule mit dem sächsischen Wappen ist nachweislich wesentlich älter. In 1782 und 1784 aufgenommenen Meilenblättern ist sie bereits verzeichnet. Im Begleittext von 1782 ist sie als „umgeworfene Grenz-Säule“, im Text von 1784 als „an der Post-Straße stehende Grenz-Säule“ verzeichnet. Vermutlich wurde die aus Teilen einer kursächsischen Ganzmeilensäule errichtete Säule 1820 renoviert und mit dem sächsischen Wappen versehen.